# Šovinizam
Šovinizam je uvjerenje u nadmoćnost ili superiornost vlastite skupine ili naroda nad drugima.
Šovinizam je u izvornom smislu oblik pretjeranog ili čak i agresivno pretjeranog nacionalizma. Šovinisti se osjećajaju superiorni prema pripadnicima drugih naroda i tako obezvređuju druge ljude.
Može u ekstremnim slučaju dovesti do politike progonjenja, istrebljivanja, ugnjetavanja, koja je dobila ime po francuskom vojniku Chauvinu, pokloniku Napoleonove imperijalističke politike.
Šovinizam se usmjeruje prema drugim narodima, raspaljivanju nacionalne mržnje te propovijedanju nacionalne isključivosti.